# Nuevo Zirosto
Nuevo Zirosto är en ort i Mexiko.   Den ligger i kommunen Uruapan och delstaten Michoacán de Ocampo, i den södra delen av landet, 300 km väster om huvudstaden Mexico City. Nuevo Zirosto ligger 1 910 meter över havet och antalet invånare är 2 239.
Terrängen runt Nuevo Zirosto är lite bergig, och sluttar västerut. Runt Nuevo Zirosto är det ganska tätbefolkat, med 75 invånare per kvadratkilometer. Närmaste större samhälle är Peribán de Ramos, 7,5 km väster om Nuevo Zirosto. I omgivningarna runt Nuevo Zirosto växer i huvudsak blandskog.